# Kasango Makongo
Kasango Makongo – piłkarz z Demokratycznej Republiki Konga grający na pozycji obrońcy. W swojej karierze rozegrał 8 meczów w reprezentacji Zairu.

## Kariera klubowa
W swojej piłkarskiej karierze Makongo grał w klubie TP Mazembe.

## Kariera reprezentacyjna
W reprezentacji Zairu Makongo zadebiutował 19 sierpnia 1990 roku w wygranym 2:0 meczu kwalifikacji do Pucharu Narodów Afryki 1992 z Tanzanią, rozegranym w Kinszasie. W 1992 roku został powołany do kadry na Puchar Narodów Afryki 1992. Nie rozegrał na nim żadnego meczu. Od 1990 do 1993 wystąpił w kadrze narodowej 8 razy.